# Alvania contrerasi
Alvania contrerasi är en snäckart som beskrevs av Jordan 1909. Alvania contrerasi ingår i släktet Alvania och familjen Rissoidae. Inga underarter finns listade i Catalogue of Life.